# Großromstedter Horizont

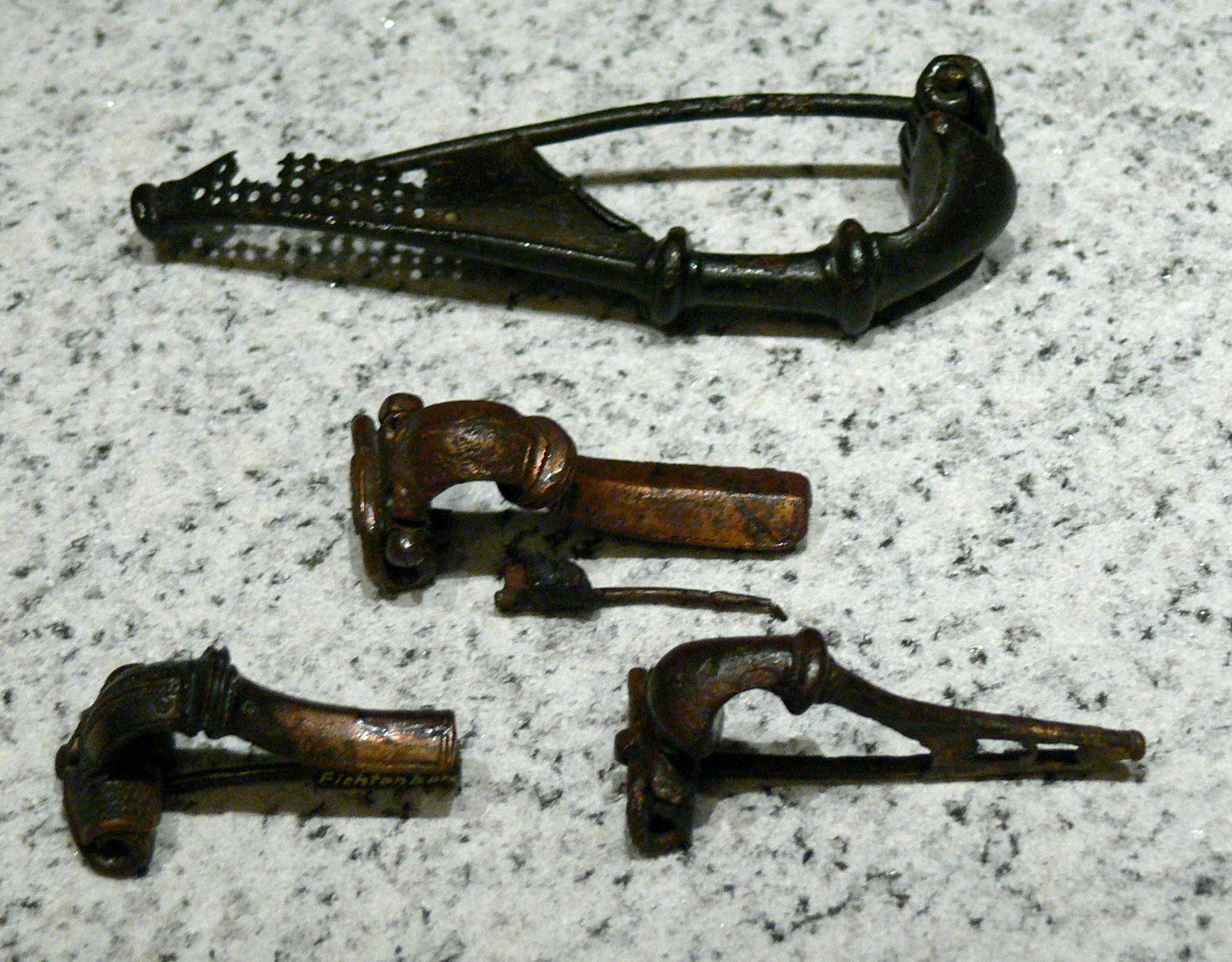
Hermundurenfibeln (1. Jahrhundert n. Chr.) aus Fichtenberg/Elbe

Als Großromstedter Horizont (auch Großromstedter Kultur oder Großromstedter Gruppe) wird in der Ur- und Frühgeschichte eine archäologische Kulturgruppe am Übergang von der jüngeren Spätlatènezeit (2. Hälfte des 1. Jahrhunderts v. Chr.) zur frühen römischen Kaiserzeit im mitteldeutschen Raum bezeichnet. Das namengebende Gräberfeld von Großromstedt, ein elbgermanisches Brandgräberfeld, liegt bei Großromstedt in Thüringen. Weitere Fundstellen sind neben Thüringen, Sachsen-Anhalt und Ost-Sachsen vor allem auch aus Böhmen sowie aus Mainfranken und Hessen bekannt.
Die Großromstedter Kultur wird mit elbgermanischen Siedlern bei Großromstedt verbunden, die sich in den Jahrzehnten vor Christi Geburt von Thüringen aus Richtung Süden und Südwesten ausbreiteten. Das dortige Gräberfeld wurde in den Jahren 1907 bis 1913 ausgegraben. In der älteren Forschung wurde die Großromstedter Kultur traditionell mit den Hermunduren verbunden.
Archäologische Funde elbgermanischer Provenienz, wie die von Fibeln, eisernen Waffen, Terrinen, Schalenurnen und rädchenverzierten Keramikteilen wurden in Thüringen in der älteren Forschung meist als hermundurisch gedeutet. Die traditionelle Forschung zu Mitteldeutschland nahm an, dass sich die elbgermanischen Hermunduren allmählich nach Süden und Südwesten im Thüringer Raum ausbreiteten und die dort siedelnden Kelten dominierten bzw. diese über den Thüringer Wald abdrängten.